# 首爾地方兵務廳站
首爾地方兵務廳站（：／*/?）是首爾輕電鐵新林線沿線的一座輕軌車站，位於韓國首爾特別市銅雀區大方洞。

## 車站結構
站體為2面2線側式月台的地下車站，候車月台設有月台幕門，並有2處出口。

### 月台配置
| 大方 ↑   |
| \| 上    |
| ↓ 波拉美 |

| 月台 | 路線              | 目的地                   |
| ---- | ----------------- | ------------------------ |
| 上行 | ●首爾輕電鐵新林線 | 賽江方向                 |
| 下行 | ●首爾輕電鐵新林線 | 波拉美、新林、冠岳山方向 |

## 歷史
- 2022年5月28日：開通啟用。

## 車站周邊
- 首爾地方兵務廳（朝鲜语：서울지방병무청）
- 永登浦區設施管理公團
- 城南中學
- 城南高校
- 新林7洞社區中心

## 相鄰車站
南首爾輕電鐵
●首爾輕電鐵新林線
大方（S402） －首爾地方兵務廳（S403）－波拉美（S404）